# Cous cous (film)
Cous cous (La Graine et le Mulet) è un film del 2007 diretto da Abdellatif Kechiche.
La traduzione del titolo originale è Il grano (di semola) e il cefalo, ovvero i due ingredienti principali del cuscus (couscous in francese) di pesce, pietanza che ha un ruolo fondamentale nel film. Kechiche ha dedicato il film a suo padre e ad altri due attori (uno dei quali avrebbe dovuto interpretare il ruolo di protagonista) morti durante le riprese.
È stato girato a Sète e a Lattes, in Francia, dal 5 settembre 2005 al 16 gennaio 2006.
Il film è stato presentato il 3 settembre 2007 al 64º festival del cinema di Venezia, dove ha ricevuto il Leone d'argento - Gran premio della giuria ex aequo con Io non sono qui di Todd Haynes. Nel dicembre dello stesso anno ha vinto anche il premio Louis-Delluc.
È uscito nelle sale italiane l'11 gennaio 2008, ed è stato il 6° film più visto in Italia nel week-end del 18/20 gennaio.

## Trama
Slimane è un maghrebino sessantunenne che lavora come manovale nel porto di una cittadina francese. È divorziato e vive nell'albergo di proprietà dell'attuale compagna, insieme a quest'ultima e alla figlia di lei, Rym, alla quale è molto legato. La ex moglie, dalla quale ha avuto diversi figli, è un'ottima cuoca di cuscus e dà cene in cui si riunisce tutta la famiglia.
A causa dello scarso rendimento sul lavoro, dovuto all'età, Slimane si vede dimezzare l'orario di lavoro e decide di licenziarsi per avviare una propria attività; vuole aprire un ristorante su una barca da rottamare ancorata nel porto, dove servire il cuscus cucinato dalla ex moglie. Inizia, con l'aiuto di Rym, a chiedere i permessi e i finanziamenti necessari, ma si trova bloccato in un circolo vizioso di rifiuti burocratici. Decide allora di preparare comunque il ristorante, con l'aiuto dei figli, e di dare una cena "dimostrativa" a cui invitare i vari funzionari dai quali dipende la realizzazione del progetto.
La sera della cena la sfortuna si abbatte sul povero Slimane, con una serie di coincidenze funeste che sembrano portare alla catastrofe. Il cuscus, protagonista della serata, è sparito. Sarà l'affetto di Rym e della madre, a risolvere la situazione. Un quadro nero chiude il film, lasciando il dubbio se Slimane sia solo svenuto, rincorrendo i giovinastri che gli hanno rubato il motorino, oppure caduto vittima di un malore mortale.

## Riconoscimenti
- Premio Louis-Delluc 2007
- Festival di Venezia 2007: Gran premio della giuria (ex aequo con Io non sono qui), Premio Marcello Mastroianni (Hafsia Herzi), Premio FIPRESCI, Premio SIGNIS (menzione speciale)
- 4 Premi César 2008: miglior film, miglior regista, miglior sceneggiatura e migliore promessa femminile (Hafsia Herzi)
- 2 Premi Lumière 2008: miglior regista e migliore promessa femminile (Hafsia Herzi)